# Gemelliporella globulifera
Gemelliporella globulifera är en mossdjursart som beskrevs av Osburn 1952. Gemelliporella globulifera ingår i släktet Gemelliporella och familjen Gemelliporellidae. Inga underarter finns listade i Catalogue of Life.